# Shannon (fleuve)
Pour les articles homonymes, voir Shannon.
Le Shannon (en irlandais : Abha na Sionainne, an tSionainn ou an tSionna) est un fleuve drainant la plus grande partie de la plaine centrale de l'Irlande (son bassin représente environ un cinquième de la superficie de l'île). Ptolémée est le premier géographe à l'avoir mentionné sur une carte.

## Géographie

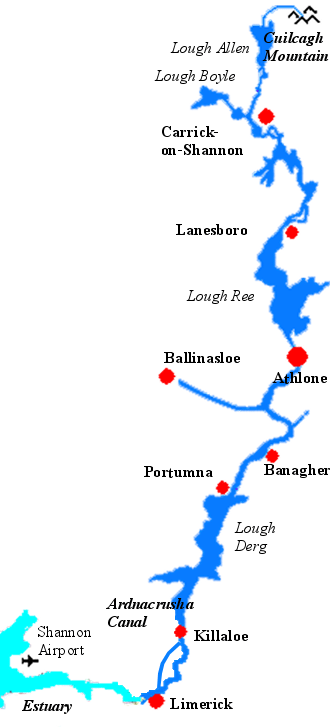
Le cours de la rivière Shannon.

Les 386 kilomètres (224 miles) du Shannon en font le plus long cours d'eau des îles Britanniques,. Il en est également le plus abondant par son débit. Il prend sa source au Shannon Pot à Derrylahan Townland dans le comté de Cavan à moins de 4 km de la frontière britannique (Irlande du Nord), s'écoule du nord au sud-ouest, et se jette dans l'océan Atlantique par un estuaire situé en aval de Limerick. Sur une grande partie de son parcours, il traverse des successions de lacs, ce qui fait qu'il a toujours constitué une barrière naturelle entre l'ouest et l'est de l'Irlande.
Parmi ses principaux affluents : les rivières Suck, Brosna, Deel, Inny et Maigue.
L'établissement d'un important aéroport portant le même nom est lié à sa situation géographique, à la bordure ouest de l'Europe. Shannon a longtemps été une des escales obligées des vols transatlantiques : jusqu'à la fin des années 1950, les avions long-courrier (à hélices) n'étaient pas en mesure de franchir l'Atlantique nord d'un seul vol.
C'est ainsi que la première véritable traversée de l'Atlantique a été effectuée par Alcock et Brown à bord d'un bombardier lourd de la Royal Air Force entre Terre-Neuve et l'Irlande, près de dix ans avant Nungesser et Coli et Lindbergh.